# Hans Berger (politico)
Johann Karl Berger detto Hans (Selva dei Molini, 4 dicembre 1947) è un politico italiano di madrelingua tedesca.

## Biografia

### Attività politica
Di professione commerciante e agricoltore, politicamente attivo nel Südtiroler Volkspartei, è residente a Campo Tures, dove è stato consigliere comunale e assessore dal 1985 al 1993, Berger fu eletto per la prima volta consigliere della Provincia autonoma di Bolzano alle elezioni provinciali del 1993. Dal luglio 1996 al dicembre 1998 fu altresì assessore regionale del Trentino-Alto Adige con delega al catasto nella giunta centrista presieduta da Tarcisio Grandi. 
Alle elezioni regionali in Trentino-Alto Adige del 1998 fu rieletto consigliere regionale e della provincia di Bolzano, a novembre 1998 divenne assessore all'agricoltura e al catasto (competenze trasferite alla provincia dalla regione) della provincia autonoma di Bolzano nella giunta presieduta da Luis Durnwalder. Riconfermato nel 2003 sia consigliere sia assessore, ricevette anche la delega all'informatica. 
Alle elezioni regionali in Trentino-Alto Adige del 2008 fu riconfermato in Consiglio provinciale e in Regione con 34.600 preferenze, ottenendo la vicepresidenza della provincia e l'assessorato al turismo e all'agricoltura.

#### Elezione a senatore
Dopo aver superato un turno di elezioni primarie indette dal SVP per decidere i candidati in parlamento, alle elezioni politiche del 2013 è candidato al Senato della Repubblica nel collegio uninominale Trentino-Alto Adige - 07 (Bressanone), sostenuto da Sudtiroler Volkspartei e dal Partito Autonomista Trentino Tirolese, venendo eletto con il 55,43% dei consensi e superando Peter Pichler di Die Freiheitlichen (21,09%) e Michael Gustav Costa di Verdi-Grune-Verc (6,81%). 
Al Senato della Repubblica si iscrive, assieme agli altri senatori del SVP, al gruppo parlamentare Per le Autonomie (SVP-UV-PATT-UPT) - PSI - MAIE, costola del PD e componente della maggioranza che sostiene il governo Gentiloni.
Il 19 marzo 2013 è inoltre eletto segretario del Senato della Repubblica in rappresentanza del gruppo Per le Autonomie.
Nel 2017 annuncia la fine della propria carriera politica attiva, rinunciando a ricandidarsi alle elezioni politiche del 2018.

## Vita privata
Berger è sposato, ha due figli e vive a Riva di Tures.